# Jasper De Buyst
Jasper De Buyst   (Asse, 24 de novembre de 1993) és un ciclista belga, professional des del 2012 i actualment corre a l'equip Lotto Dstny. Els seus principals èxits han estat en el ciclisme en pista. En carretera destaquen algunes clàssiques belgues, com la Fletxa de Heist i l'Egmont Cycling Race.

## Palmarès en pista
- 2013
  -  Campió d'Europa sub-23 en Òmnium
  -  Campió de Bèlgica en Puntuació
  -  Campió de Bèlgica en Madison (amb Iljo Keisse)
  - 1r als Sis dies de Gant (amb Leif Lampater)
- 2014
  - 1r als Sis dies de Gant (amb Kenny De Ketele)

### Resultats a laCopa del Món
- 2013-2014
  - 1r a la Classificació general i a la prova de Manchester, en Òmnium

## Palmarès en ruta
- 2014
  - 1r al Circuit Mandel-Lys-Escaut
- 2017
  - 1r a la Fletxa de Heist
  - 1r al Gran Premi de la vila de Zottegem
  - 1r a la Binche-Chimay-Binche
  - Vencedor d'una etapa al Tour de Valònia
- 2019
  - Vencedor d'una etapa a la Volta a Dinamarca
- 2023
  - 1r a l'Egmont Cycling Race

### Resultats a la Volta a Espanya
- 2015. 126è de la classificació general

### Resultats al Giro d'Itàlia
- 2017. Abandona (18a etapa)
- 2019. Abandona (15a etapa)
- 2021. Abandona (9a etapa)

### Resultats al Tour de França
- 2018. 142è de la classificació general
- 2019. 118è de la classificació general
- 2020. 142è de la classificació general
- 2021. Abandona (9a etapa)
- 2023. 136è de la classificació general